# Одинг, Алла Борисовна
А́лла Бори́совна О́динг (р. 16 июля 1961, Воронеж) — российская актриса театра и кино. Заслуженная артистка Российской Федерации (2019).

## Биография
Алла Одинг родилась 16 июля 1961 года в Воронеже. После окончания Воронежского государственного института искусств (мастер В. В. Тополага), в 1982 году поступила в ГАБДТ имени Горького. Среди её основных ролей — Катарина Кавальери в спектакле «Амадеус» Г. А. Товстоногова. С 1984 года — актриса Молодёжного театра на Фонтанке. Параллельно работала в театре «Приюте комедианта».

## Признания и награды
- Медаль ордена «За заслуги перед Отечеством» II степени (3 июня 2006 года) — за заслуги в области культуры и искусства, многолетнюю плодотворную работу[2].
- Заслуженная артистка Российской Федерации (17 июля 2019 года) — за большой вклад в развитие отечественной культуры и искусства, многолетнюю плодотворную деятельность[3].

## Творчество

### Роли в театре
- 1984 — «Звучала музыка в саду» — (реж. Ефим Падве)
- 1984 — «Утиная охота» — Вера (реж. Ефим Падве)
- 1989 — «Гроза» А. Н. Островского — Варвара (реж. Семён Спивак)
- 1995 — «Сирано де Бержерак» Эдмона Ростана — Роксана (реж. Ефим Падве)
- 1995 — «Игрок»  —  мадмаузель Бланш (реж. Ефим Падве)
- 1995 — «Какая музыка была, какая музыка звучала...» — (реж. Е. М. Падве)
- 1992 — «Своя семья, или Замужняя невеста» А. Шаховской, А. Грибоедова, Н. Хмельницкого — Варвара Саввишна (реж. Михаил Черняк)
- 1989 — «Мещанин во дворянстве» Жана-Батиста Мольера — Маркиза Доримена (реж. Семён Спивак)
- 1995 — «Трёхгрошовая опера» Бертольта Брехта — (реж. Семён Спивак)
- 1998 — «Стакан воды» Эжена Скриба — Королева Анна (реж. Семён Спивак)
- 2002 — «Священные чудовища» Жана Кокто — Эстер (реж. Семён Спивак)
- 2004 — «Женитьба Бальзаминова» — Сваха (реж. Ю.Томашевский)
- 2004 — «Антигона» Жана Ануя — Исмена (реж. Ю.Томашевский)

### Фильмография
- 1987 — Войдите, страждущие!
- 1987 — Кащей Бессмертный (фильм-спектакль) — Царевна Ненаглядная Краса (поёт Софья Ялышева)
- 1989 — Савраска — Марья Степановна, учительница
- 1991 — Не улетай, землянин! (короткометражный) — Аделаида Альтаировна, заместитель главврача детского санатория
- 1994 — Последнее дело Варёного — Алла Борисовна, секретарша
- 1998 — Мсье Иван Провансе (фильм-спектакль)
- 2000 — Охота на Золушку —
- 2001 — Убойная сила 3 — мать Дубова
- 2001 — Улицы разбитых фонарей 3 — Короленко
- 2002 — Крот 2 — Лариса, жена Виктора Сергеевича
- 2003 — Женский роман —
- 2004 — Агентство НЛС 2 — Элла
- 2006 — Вдох-выдох — Мила
- 2007 — Морские дьяволы 2 — губернатор
- 2007 — Мушкетёры Екатерины — императрица Екатерина II
- 2008 — Улицы разбитых фонарей 9 — Ирина, секретарь профессора Звонцова
- 2009 — История зечки — Тамара Анатольевна, мать «Клондайка»
- 2009 — С чёрного хода
- 2010 — Ментовские войны — психолог
- 2012 — Военная разведка. Первый удар (фильм 4-й «Троянский конь») — Ева Бенедиктовна Беляцкая
- 2014 — Лучшие враги (5-я серия «Коллекционер»)— Тамара Ивановна Барсукова
- 2015 — Восхождение на Олимп — мать Елены
- 2015 — Высокие ставки — Татьяна Максимова, игрок в казино, владелица сети закусочных "Дёшево-сердито"
- 2017 — Невский. Проверка на прочность — Элеонора Константиновна, директор школы
- 2017 — Последняя статья журналиста — Надежда Ивановна, мать Светы